# حكاية في كلمتين (فلم)
حكاية في كلمتين  فيلم رومانسي مصري للمخرج حسن إبراهيم  عام 1985  كتب القصة والسيناريو والحوار الكاتب والمنتج فاروق صبري. الفيلم من بطولة إيمان البحر درويش، ليلى علوي، إيمان، مشيرة إسماعيل، أحمد مظهر، ومريم فخر الدين  وتدور الأحداث حول قصة حب تنشأ بين اثنين من الأطفال وتستمر حتى مرحلة الشباب وتتغلب على الصعاب التي يضعها أصحاب المصلحة في التفرقة بين الحبيبين
صدر الفيلم إلى دور العرض المصرية في 18 يونيو 1985.
منح موقع قاعدة بيانات الأفلام العربية «السينما.كوم» الفيلم درجة 6.8/ 10.

## طاقم التمثيل
إيمان البحر درويش: في دور أحمد فهمي
ليلى علوي: في دور حنان سالم
إيمان سركيس: في دور نوال عبد الله
مشيرة إسماعيل: في دور بسيمة علي نهاوند
أحمد مظهر: في دور سالم بك (والد حنان)
مريم فخر الدين: في دور والدة نوال (زوجة عبد الله بك)
سعاد حسين: في دور عنايات زوجة سالم بك
عماد محرم: في دور مدحت (ابن عنايات)
وحيد سيف: في دور سايكو (نشال)
بدر نوفل: في دور عم إبراهيم (خادم سالم بك)
نجاح الموجي: في دور إبراهيم (نشال)
فاروق فلوكس: في دور مصطفى (نشال)
نبيل بدر: في دور علي نهاوند (متعهد الافراح والحفلات)
عدوي غيث: في دور فهمي (والد أحمد)
رشوان مصطفى: في دور خليفة
نسرين فايز: في دور حنان سالم (في طفولتها)
شادي كمال: في دور أحمد فهمي (في طفولته)
بالاشتراك مع: علي الشريف – فؤاد خليل – سعيد طرابيك - محمد أبو حشيش - سيد مصطفى – لطفي منصور – أبو الفتوح عمارة – أحمد أبو عبية – نصر سيف – هانم محمد – محمود الزهيري – شكري منصور – توفيق الكردي – عاطف طنطاوي – محمد عثمان – محمدين – محمد رشوان – فرقة رضا.

## أغاني الفيلم
قدم إيمان البحر درويش في «الحكاية في كلمتين» معظم أغانى ألبومه الأول «الوارثين» وهى أغانى جده الشيخ سيد درويش:
جيتك بدري - سيد قفّاعة - خفيف الروح بيتعاجب – غريب - أغنية الموظّفين (هز الهلال يا سيد) - أغنية الاروام (محسوبكو انداس) - عالستّات يا سلام سلّم - والله تستاهل يا قلبي – العروسة (اتمخطري يا عروسة) – العربجيّة - زوروني كل سنة مرّة - أمّ إسماعيل - يا عشّاق النبي صلّوا على جماله – الوارثين - مع الأسف انا مقدرش 
قدم محمود رضا تصميم الرقصات والأداء لأعضاء فرقة رضا

## أحداث الفيلم
يعمل فهمي (عدوي غيث) في خدمة سالم بيه (أحمد مظهر)، ويتولى أمر مزرعته الكبيرة بتفانِ وإخلاص، وقبل موته يوصيه على ابنه الصغير أحمد (شادي كمال)، والذي يلعب مع ابنة سالم الصغيرة حنان (نسرين فايز). يرعى سالم الصغير أحمد ويعامله كإبنه. يتزوج سالم من عنايات (سعاد حسين) التي تسعى لإبعاد حنان عن البيت فترسلها لتتعلم بالخارج. يكبر أحمد (إيمان البحر) ويدخل مدحت (عماد محرم) ابن عنايات في مشاريع خاسرة تجعل سالم بيه يرهن العزبة والبيت للبنك. تعود حنان (ليلى علوي) من الخارج، وتسعى عنايات لتزويجها من ابنها مدحت لتضمن الثروة، ولكن حنان تتجه مشاعرها نحو أحمد الذي أحبته منذ الصغر. قام سالم ببيع عدة أفدنة من العزبة للشيخ خليفة (رشوان مصطفى) لكي يسدد ديون البنك. أرادت عنايات هانم أن تزيح أحمد من طريق حنان فقامت وابنها بسرقة الخزينة وما بها من نقود البنك ومجوهراتها ووضعت بعضهم في حجرة أحمد وابلغوا الشرطة وقبض على أحمد وسجن عامًا. وفي السجن تعرف على ثلاثة من النشالين، إبراهيم (نجاح الموجي) ومصطفى (فاروق فلوكس) وسايكو (وحيد سيف)، وتعاهدوا على التوبة بعد خروجهم من السجن. عثرت حنان على قطعة من المجوهرات المسروقة بملابس عنايات واكتشفوا أنهم السارقين، فطلقها سالم. ذهب سالم وابنته حنان إلى السجن فوجدوا أن أحمد قد أفرج عنه، وكلفوا المحامي برد اعتباره. حجز البنك على المزرعة والبيت، فخرج سالم وابنته من البيت، بينما تعرف أحمد على متعهد الأفراح والحفلات علي نهاوند (نبيل بدر) وابنته بسيمة (مشيرة إسماعيل) حبيبة سايكو، تعرفوا على عبد الله بيه (محمود الزهيري) الموظف الكبير بالتليفزيون، والذي قدم أحمد لهم ونجح نجاحًا كبيرًا وأصدر عدة شرائط بصوته وكثرت حفلاته وانتقل وأصدقائه نقلة كبيرة، وتعرف على نوال (إيمان سركيس) الممثلة ابنة عبد الله بيه والتي قدمته للمخرج ممدوح (سعيد طرابيك) الذي أخرج له فيلم. بحث أحمد عن حنان وعلم من الغفير (أبو الفتوح عمارة) أن الأرض والبيت أصبحوا ملك البنك. أحبته نوال وتقربت إليه ولكن الماضي مازال في قلبه وساعده أصدقائه في العثور على عم إبراهيم (بدر نوفل) خادم سالم بيه والذي دلهم على مكان حنان، كما قاموا بالبحث عن عنايات وابنها مدحت، وقاموا بسرقتهم وإعادة المسروقات إلى سالم بيه. عادت حنان إلى أحمد وأفسحت لها نوال الطريق.

## وصلات خارجية
- حكاية في كلمتين على موقع الدهليز
- حكاية في كلمتين على موقع قاعدة بيانات الأفلام العربية
- حكاية في كلمتين على موقع قاعدة بيانات الفيلم (الإنجليزية)
- حكاية في كلمتين على موقع ليتربوكسد (الإنجليزية)
- حكاية في كلمتين على موقع الدهليز
- حكاية في كلمتين على موقع كاروهات

https://letterboxd.com/film/a-tale-in-two-word/ حكاية في كلمتين (فيلم)
https://www.themoviedb.org/movie/968347?language=ar-SA حكاية في كلمتين (فلم)